# Диденко, Юлия Александровна
Юлия Александровна Диденко (укр. Юлія Олександрівна Діденко; род. 8 мая 1978, Донецк) — украинский политик. Народный депутат Украины IX созыва (с 2019 года), входит во фракцию «Слуга народа».

## Биография
Родилась 8 мая 1978 года в Донецке. Окончила факультет управления персоналом Донецкого национального университета.
В 2009 году начала заниматься предпринимательской деятельностью в Одессе. В 2016 году основала предприятие «ФИРМА-София», работающее в гостиничной сфере. Являлась финансовым директором венгерской компании Tantal-Plus KFT, которая занималась реализацией мяса индеек, а также коммерческим директором рекламного агентства «Вместе».
Во время президентских выборов 2019 года являлась представителем кандидата Владимира Зеленского по 134 округу (Одесса). На досрочных парламентских выборах 2019 года была избрана депутатом списку партии «Слуга народа». В Верховной раде стала членом комитета по вопросам финансов, налоговой и таможенной политики.

## Личная жизнь
Супруг — Григорий Витальевич Диденко. С 2020 года — председатель Одесского областного совета.
Вместе с мужем воспитывает двух дочерей.